# ميل هال
ميل هال (بالإنجليزية: Mel Hall)‏ هو لاعب كرة قاعدة أمريكي، ولد في 16 سبتمبر 1960 في مقاطعة وين في الولايات المتحدة.

## وصلات خارجية
- ميل هال على موقع الدوري الياباني لكرة القاعدة (الإنجليزية)
- ميل هال على موقعبيزبول رفرنس.كوم (الدوري الرئيسي) (الإنجليزية)
- ميل هال على موقعبيزبول رفرنس.كوم (الدوري الثانوي) (الإنجليزية)
- ميل هال على موقع إي إس بي إن.كوم (أم.أل.بي) (الإنجليزية)
- ميل هال على موقع مشجعي الرسوم البيانية (الإنجليزية)